# 제임스 스튜어트
제임스 메이틀랜드 스튜어트(영어: James Maitland Stewart, 1908년 5월 20일 ~ 1997년 7월 2일)는 미국의 배우, 군인이다. 그는 앨프리드 히치콕, 프랭크 캐프라, 존 포드 같은 배우와 함께 작업하였으며 미국 국민들로부터 많은 사랑을 받았다. 제2차 세계대전에서는 미국 공군에 복무하였다.
그는 《필라델피아 스토리》 (1940) 로 아카데미 남우주연상을 받았으며 《살인의 해부》 (1959) 로 베니스 영화제에서 볼피컵 남우주연상을 받았다. 이외에도 《스미스씨 워싱턴에 가다》, 《멋진 인생》, 《현기증》, 《리버티 밸런스를 쏜 사나이》 등에 나왔다.

## 생애
제임스 메이트랜드 스튜어트는 1908년 5월 10일에 미국 펜실베이니아주 인디애나에서 철물점을 운영하는 아버지인 알렉산더 메이트랜드 스튜어트와 어머니 엘리자베스 루스에게서 태어났다. 부모는 스코틀랜드 장로교였다. 그의 조상은 1812년 전쟁과 미국 남북 전쟁에서 복무하였다. 1남 2녀 중 장남이었기 때문에 그는 가업을 이으려고 하였다.
그의 어머니는 피아노를 잘 쳤지만 아버지가 피아노를 배우지 못하게 하였다. 그러나 손님 중에 한 분이 그에게 아코디언을 선물로 주어 아버지는 악기를 다루는 것을 허락하였고 그는 빨리 악기를 배우게 되었다. 이후 음악은 그의 가족에게 중요한 부분이 되었다.
스튜어트는 1928년, 머서스버그 아카데미를 졸업하였다. 그는 예능 부분으로 나아가고 싶었으며 합창반에 있었다. 여름에 그는 인디애나로 와 마술사의 조수로 일하였다. 그는 또 머서스버그에서 한 연극인 《늑대들》에 출연하기도 하였다.
수줍어 하는 그는 파일럿이 되고 싶어 모델 비행기를 제작하는 일과 기구 설계, 화학일도 하였다. 그러나 그는 프린스턴 대학교를 졸업한 후 아버지가 미국 해군사관학교에 들어가라고 주장하자, 파일럿에 관한 꿈을 버리게 되었다.
그의 연기 일생은 프린스턴에서 대학 연극에 나오면서 시작하였다. 그는 1935년 《머더 맨》에 출연하면서 메트로-골드윈-메이어의 영화들에 주로 출연하면서 《그림자 없는 남자 이후》, 《본 투 댄스》, 《인간의 마음》 등에 출연하였다. 이때동안 그는 당시 이혼하고 몇년 후였던 진저 로저스와 친분을 가지게 되었다.
1938년, 스튜어트는 당시 《어느 날 밤에 생긴 일》, 《천금을 마다한 사나이》, 《잃어버린 지평선》 등으로 컬럼비아 픽처스에서 활약을 하던 프랑크 카프라를 만나게 되었다. 그는 카프라의 영화 《우리들의 낙원》이라는 영화에 토니 키비 역을 맡아 인기를 얻게 되었다. 카프라는 이전 클라크 게이블, 게리 쿠퍼 등의 배우들을 기용하였으나 이후 주로 스튜어트를 기용하기 시작하였다.
《우리들의 낙원》이 아카데미 작품상을 수상하여 카프라는 정치적인 영화, 《스미스씨 워싱턴에 가다》에 스튜어트를 출연시켰다. 이 영화에서 스튜어트는 부패한 워싱턴의 부패한 의원을 고발하는 제퍼슨 스미스 상원의원으로 출연하였다. 그는 이 영화로 처음으로 아카데미 남우주연상에 후보로 지명되었다.
이후 유니버설 픽처스에서 마를레네 디트리히와 공동 출연한 서부 영화 《데스트리 라이즈 어게인》에 출연하게 되었다. 또 캐롤 롬바드와 함께 출연한 《메이드 포 이치 아더》에 출연하였다.
1940년, 그는 에른스트 루비치의 코미디 영화 《모퉁이 상점》에 마가렛 설리반과 함께 출연하였다. 그는 이 영화에서 헝가리의 알프레드 크랄릭을 맡았다. 이 영화는 헝가리의 희곡을 바탕으로 제작되었고 이후 1949년에 MGM에서 주디 갈런드를 기용한 뮤지컬 영화 《즐거운 여름》으로 리메이크 되었으며 1999년에는 톰 행크스와 멕 라이언이 출연한 《유브 갓 메일》로 다시 리메이크 되었다.
이후 그는 MGM에서 캐서린 헵번과 캐리 그랜트가 출연한 《필라델피아 스토리》에 나오게 된다. 그는 이 영화에서 상류층의 결혼을 취재하는 기자 역할을 맡으면서 인기를 얻게 된다. 그는 이 영화로 아카데미 남우주연상을 받게 되었다.
1997년 7월 2일, 비벌리 힐스의 자택에서 폐색전증에 의한 심장마비로 사망했다.

## 출연 작품
| 연도 | 제목                   | 원제                         | 배역                 |
| ---- | ---------------------- | ---------------------------- | -------------------- |
| 1936 | 그림자 없는 남자 이후  | After the Thin Man           | 데이비드 그레이엄    |
| 1938 | 우리들의 낙원          | You Can't Take It with you   | 토니 커비            |
| 1939 | 스미스씨 워싱턴에 가다 | Mr. Smith goes to Washington | 제퍼슨 스미스        |
| 1940 | 모퉁이 가게            | The Shop Around the Corner   | 알프레드 크랄릭      |
| 1940 | 필라델피아 스토리      | The Philadelphia Story       | 매컬리 "마이크" 코너 |
| 1946 | 멋진 인생              | It's a Wonderful Life        | 조지 베일리          |
| 1948 | 로프                   | Rope                         | 루퍼트 카델          |
| 1954 | 이창                   | Rear Window                  | L. B. "제프" 제프리  |
| 1954 | 머나먼 서부            | The Far Country              | 제프 웹스터          |
| 1956 | 나는 비밀을 알고 있다  | The Man Who Knew Too Much    | 벤 맥케나            |
| 1958 | 현기증                 | Vertigo                      | 존 "스코티" 퍼거슨   |
| 1961 | 투 로드 투게더         | To Road Together             | 마셜 거스리 맥케이브 |